# Eutrepsia coenonympha
Eutrepsia coenonympha är en fjärilsart som beskrevs av Felder 1875. Eutrepsia coenonympha ingår i släktet Eutrepsia och familjen mätare. Inga underarter finns listade i Catalogue of Life.